# Halloy (Oise)
Halloy és un municipi francès, situat al departament de l'Oise i a la regió dels Alts de França. L'any 2007 tenia 461 habitants.

## Demografia

### Població
El 2007 la població de fet de Halloy era de 461 persones. Hi havia 184 famílies de les quals 48 eren unipersonals (12 homes vivint sols i 36 dones vivint soles), 80 parelles sense fills, 52 parelles amb fills i 4 famílies monoparentals amb fills.
La població ha evolucionat segons el següent gràfic:
Habitants censats

### Habitatges
El 2007 hi havia 205 habitatges, 182 eren l'habitatge principal de la família, 11 eren segones residències i 12 estaven desocupats. 198 eren cases i 7 eren apartaments. Dels 182 habitatges principals, 164 estaven ocupats pels seus propietaris, 14 estaven llogats i ocupats pels llogaters i 4 estaven cedits a títol gratuït; 1 tenia una cambra, 7 en tenien dues, 30 en tenien tres, 50 en tenien quatre i 94 en tenien cinc o més. 138 habitatges disposaven pel capbaix d'una plaça de pàrquing. A 90 habitatges hi havia un automòbil i a 71 n'hi havia dos o més.

### Piràmide de població
La piràmide de població per edats i sexe el 2009 era:
| Homes | Edats   | Dones |
| ----- | ------- | ----- |
| 0     | 95 o +  | 0     |
| 0     | 90 a 94 | 0     |
| 0     | 85 a 89 | 0     |
| 0     | 80 a 84 | 8     |
| 4     | 75 a 79 | 4     |
| 20    | 70 a 74 | 20    |
| 8     | 65 a 69 | 8     |
| 8     | 60 a 64 | 8     |
| 24    | 55 a 59 | 8     |
| 16    | 50 a 54 | 20    |
| 8     | 45 a 49 | 12    |
| 24    | 40 a 44 | 20    |
| 28    | 35 a 39 | 20    |
| 20    | 30 a 34 | 8     |
| 16    | 25 a 29 | 12    |
| 8     | 20 a 24 | 16    |
| 20    | 15 a 19 | 16    |
| 20    | 10 a 14 | 4     |
| 20    | 5 a 9   | 12    |
| 0     | 0 a 4   | 12    |

## Economia
El 2007 la població en edat de treballar era de 303 persones, 211 eren actives i 92 eren inactives. De les 211 persones actives 192 estaven ocupades (108 homes i 84 dones) i 19 estaven aturades (10 homes i 9 dones). De les 92 persones inactives 35 estaven jubilades, 22 estaven estudiant i 35 estaven classificades com a «altres inactius».

### Ingressos
El 2009 a Halloy hi havia 184 unitats fiscals que integraven 472 persones, la mediana anual d'ingressos fiscals per persona era de 17.863 €.

### Activitats econòmiques
Dels 24 establiments que hi havia el 2007, 1 era d'una empresa de fabricació d'altres productes industrials, 3 d'empreses de construcció, 7 d'empreses de comerç i reparació d'automòbils, 2 d'empreses de transport, 1 d'una empresa d'hostatgeria i restauració, 1 d'una empresa d'informació i comunicació, 1 d'una empresa financera, 2 d'empreses immobiliàries, 3 d'empreses de serveis, 1 d'una entitat de l'administració pública i 2 d'empreses classificades com a «altres activitats de serveis».
Dels 8 establiments de servei als particulars que hi havia el 2009, 1 era una funerària, 2 tallers de reparació d'automòbils i de material agrícola, 1 paleta, 1 fusteria, 1 electricista, 1 agència immobiliària i 1 saló de bellesa.
Dels 4 establiments comercials que hi havia el 2009, 1 era un hipermercat, 1 una botiga de més de 120 m², 1 una fleca i 1 una botiga de roba.
L'any 2000 a Halloy hi havia 4 explotacions agrícoles.

## Equipaments sanitaris i escolars
El 2009 hi havia una escola elemental integrada dins d'un grup escolar amb les comunes properes formant una escola dispersa.

## Poblacions més properes
El següent diagrama mostra les poblacions més properes.